# Pożegnanie Liverpoolu
"Pożegnanie Liverpoolu" (ang. The Leaving of Liverpool) - jedna z najsłynniejszych piosenek szantowych. Słowa polskiej wersji utworu, do melodii tradycyjnej pieśni, napisali Krzysztof Kuza i Jerzy Rogacki, piosenkę wykonywał pierwotnie zespół Cztery Refy, tytuł ten nosiła również debiutancka kaseta kapeli. Utwór ten na stałe wszedł do śpiewników szantowych, do swojego repertuaru włączył go zespół Stare Dzwony, tradycyjnie kończy on również (odśpiewany przez publiczność i wszystkich wykonawców) większość festiwali szantowych odbywających się w Polsce. 

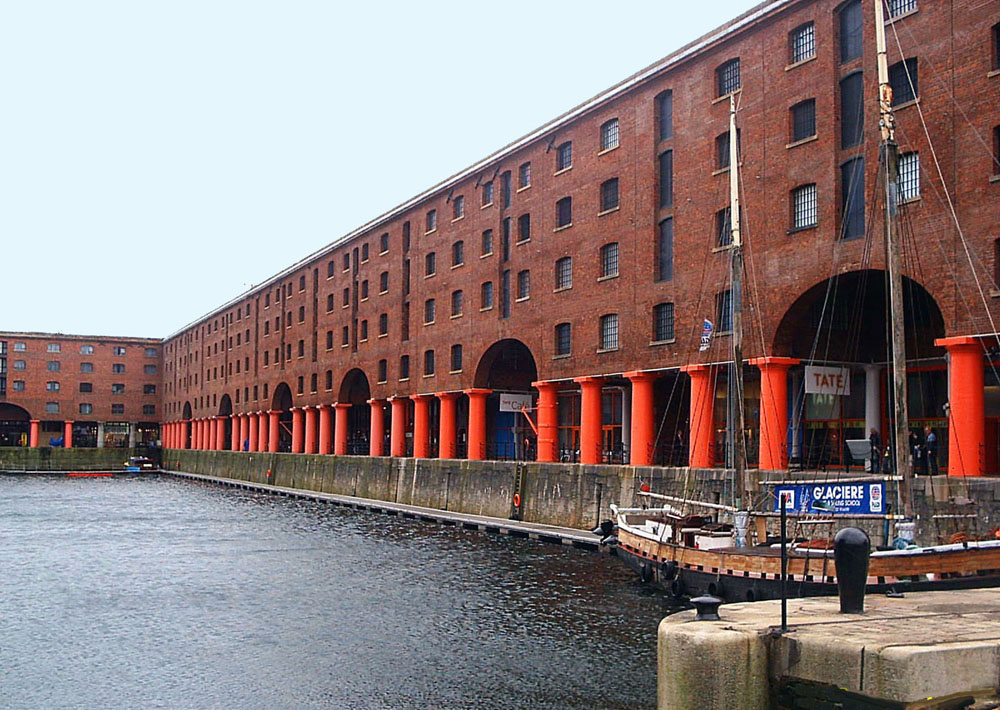
Albert Dock w Liverpoolu

## Treść
Piosenka jest pożegnaniem wyśpiewywanym portowi w Liverpoolu przez marynarza wypływającego w rejs w kierunku Kalifornii. Mężczyzna opisuje statek herbaciany na którym spędzi następne miesiące swojego życia, wspomina również postać surowego kapitana Burgessa (postać historyczna - dowódca klipra "Davy Crockett"), pod dowództwem którego pływa już od lat.